# Медникова, Эсфирь Максимовна
Эсфи́рь Макси́мовна Ме́дникова (урождённая Эсфирь Мордуховна Зинде; 6 января 1920, Москва — 1988, там же) — советский лингвист, специалист в области англистики и лексикологии. Доктор филологических наук (1972), профессор (1974).

## Биография
Родилась в семье уроженцев Слуцка Мордуха Мовшевича (Макса Моисеевича) Зинде (1897—1975) и Гинды Шимоновны (Семёновны) Зинде (1900 или 1899—1975) 6 января 1920 года. В детские годы некоторое время жила в Лондоне (1932—1935), где отец служил торгпредом и в Америке. В 1932—1935 годах легальный резидент М. М. Зинде был руководителем резидентуры советской разведки в Великобритании.
Отец в 1917 году был секретарём отдела военно-революционной охраны Слуцкого совета. В 1918 году добровольно вступил в РККА. Ранен; в 1919 работал в ЧК Литбела. Около 1918 года его отправили учиться в Москву на рабфак. Семье дали двухкомнатную квартиру в Доме Нирнзее (квартира 206) и ордеры на склад отнятых революционерами у «буржуев» вещей. Автор научных трудов по металлургии, например, учебника «Протяжки: конструкция, производство и использование на американских заводах» — пособия по курсу «Инструментальное дело» для втузов и техникумов (М.: Госмашметиздат, 1934, 163 с.; 2-е издание, переработанное: М.—Л.: ГОНТИ, 1938, 272 с.), переведённого на английский, немецкий и французский языки. Был арестован 6 ноября 1941 года, 9 сентября 1942 осуждён Окружным судом Таймырского НО на 10 лет лагерей, срок отбывал в Норильлаге. 24 ноября 1954 года реабилитирован Судебной коллегией Верховного Суда РСФСР. В дальнейшем работал главным механиком на заводе № 26, в лаборатории организации строительства на Крайнем Севере головного ЦНИИОМТП Госстроя СССР.
Мать до переезда в Москву была ученицей в портняжной мастерской. Окончила четыре класса гимназии.
Эсфирь Максимовна поступила в ИФЛИ в 1938 (а в 1941 ИФЛИ был слит с МГУ); ко времени поступления была уже замужем за Александром Стояновским. Вместе с ней учились дочь Сергея Лазо Ада, дочь Мате Залки Талка, дочь автора учебника политграмоты Я. В. Волина Виктория, Н. С. Лейтес. Эсфирь Максимовна свободно говорила по-английски и поступила на немецкое отделение, чтобы выучить ещё один язык, но на пятом курсе перешла в английскую группу и работала там всю жизнь.
Находилась в эвакуации в 1942 году с матерью в селе Кумаул (ныне Кумовул) Среднечирчикского (ныне Уртачирчикский) района Ташкентской области.
После окончания Московского государственного университета им. М. В. Ломоносова преподавала на кафедре английского языка филологического факультета МГУ. Кандидатская диссертация — «Оценочные прилагательные в современном английском языке» (1954), докторская — «Проблемы и методы исследования словарного состава (На материале современного английского языка)» (1972).
Была замужем за писателем Анатолием Медниковым. В августе 1946 у них родилась дочь Алина. Вскоре они развелись.
Похоронена вместе с матерью на Востряковском еврейском кладбище.

## Семья
- Брат — Михаил Максович Зинде (1938[3]—2006[19]), переводчик-синхронист с английского языка, кандидат филологических наук[20], профессор Московского института иностранных языков.
- Дядя — Михаил (Соломон) Моисеевич Зинде (1909, Слуцк — 1950, Москва), журналист, сотрудник газеты «Красный флот»; арестован 6 сентября 1949 года, осуждён Военной коллегией Верховного суда 21 апреля 1950 года, в тот же день расстрелян. Похоронен на Донском кладбище[21][22].
- Дочь — Алина Анатольевна Медникова (род. 1946, Москва[14]), практикующая медсестра[англ.] в Университете Торонто[23], в 2009—2012 годах писала статьи для журнала «Место встречи — Монреаль»[24], живёт в Канаде[3].

## Основные работы
Автор многочисленных пособий по англистике и работ по проблемам лексикологии, в том числе книг
- Александр Иванович Смирницкий. — М.: Издательство МГУ, 1968. — 58 с. — (Замечательные учёные Московского университета.)
- Основы компонентного анализа / О. С. Ахманова, М. М. Глушко, И. В. Гюббенет и др.; под ред. Э. М. Медниковой — М.: Издательство МГУ, 1969. — 98 с.
- Теория перевода и сопоставительный анализ языков / Под ред. Э. М. Медниковой. — М.: Издательство МГУ, 1985. — 143 с.
- Англо-русский словарь глагольных сочетаний / Под общ. руководством Э. М. Медниковой. — М.: Русский язык, 1986. — 634 с.
- Значение слова и методы его описания (На материале современного английского языка). — М.: Высшая школа, 1974. — 201 с. — (Библиотека филолога.)
  - 2-е изд.: М.: URSS, 2009. — 201 с. — ISBN 978-5-382-01054-0.
- Новый большой англо-русский словарь: в 3 т. Около 250000 слов = New English-Russian dictionary / Апресян Ю. Д., Медникова Э. М. Петрова А. В. и др.; Под общ. рук. Э. М. Медниковой и Ю. Д. Апресяна. — М.: Русский язык, 1993. — 832 с. — ISBN 5-200-01848-X, ISBN 5-200-01849-8.